# Malečnik
Malečnik je razloženo središčno naselje v mestni občini Maribor, ki spada pod krajevno skupnost Malečnik-Ruperče. 

## Opis
Naselje se nahaja vzhodno od Maribora, v jugovzhodnem delu Slovenskih goric, na levem bregu reke Drave in na južnem vznožju razgledne Gorce (347 m.n.m.). Na severu meji na Vodole in Hrenco, na zahodu na Meljski hrib, na jugu na Dravo, na vzhodu na razloženo Celestrino. Nekoč se je naselje imenovalo »Sv. Peter pri Mariboru«, danes se tako še vedno imenuje tamkajšnja župnija Sv. Peter pri Mariboru. Staro jedro naselja je ob barokizirani župnijski cerkvi sv. Petra, katere prednica se prvič omenja že leta 1236. V cerkvi so ohranjene relikvije - skoraj celotno nestrohnjeno telo mučenca Sv. Favstina iz Brescie. Novejši del sega na strmo južno pobočje Gorce, na kateri so vse do poznogotske romarske Marijine cerkve na vrhu vzpetine vinogradi, na osojnem pobočju proti Hrenci pa večinoma mešani gozdovi. Do Marijine cerkve je urejen križev pot s štirinajstimi kapelicami - postajami, ki jih je dal leta 1847 postaviti takratni znameniti župnik Marko Glaser. Pod cerkvijo Sv. Petra se nahajajo malečniške katakombe.  
Veduta Malečnika je znana po romarski cerkvi Matere Božje na Gorci, ki je bila v času papeža Frančiška leta 2023 z duhovno sorodstveno vezjo pridružena papeški baziliki Marije Velike v Rimu. Apostolska penitenciarija je Marijini cerkvi na Gorci v Malečniku podelila tudi privilegij popolnega odpustka.

## Zgodovina
Zgodovina Malečnika sega vsaj v leto 1236, ko se tukaj kot topografsko določilo že omenja prvotna cerkev Sv. Petra. Vas je bila takrat v lasti nemškega viteškega reda. Obstoj malečniške župnije Sv. Peter pri Mariboru je izpričan leta 1338, ko je župnik Hartnid privolil v namestitev kaplana pri kapeli Sv. Ožbalta v Hrastovcu. 
Leta 2002 so tam našli ostanke naselbine iz 3. tisočletja pred našim štetjem. Naselbina je iz treh različnih obdobij (od bakrene dobe do srednjega veka).